# Stara Wieś (Boleszyn)
Stara Wieś – część wsi Boleszyn w Polsce, położona w województwie świętokrzyskim, w powiecie ostrowieckim, w gminie Waśniów.
W latach 1975–1998 Stara Wieś administracyjnie należała do województwa kieleckiego.